# 16e cérémonie des Razzie Awards

La 16e cérémonie des Golden Raspberry Awards a eu lieu le 24 mars 1996 à l'hôtel Hollywood Roosevelt de Santa Monica (Californie) pour distinguer les pires productions de l'industrie cinématographique durant l'année 1995.
Ci-dessous la liste complète des nominations, les vainqueurs étant marqués en gras :

## Pire film
- Showgirls
  - Les Amants du nouveau monde (The Scarlet Letter)
  - Congo
  - It's Pat
  - Waterworld

## Pire acteur
- Pauly Shore dans Jury Duty
  - Kevin Costner dans Waterworld
  - Kyle MacLachlan dans Showgirls
  - Keanu Reeves dans Johnny Mnemonic
  - Keanu Reeves dans Les Vendanges de feu (A Walk in the Clouds)
  - Sylvester Stallone dans Assassins
  - Sylvester Stallone dans Judge Dredd

## Pire actrice
- Elizabeth Berkley dans Showgirls
  - Cindy Crawford dans Fair Game
  - Demi Moore pour le rôle de Hester Prynne dans Les Amants du nouveau monde (The Scarlet Letter)
  - Julia Sweeney dans It's Pat
  - Sean Young dans Dr. Jekyll et Ms. Hyde (Dr. Jekyll and Ms. Hyde)

## Pire second rôle masculin
- Dennis Hopper dans Waterworld
  - Tim Curry dans Congo
  - Robert Davi dans Showgirls
  - Robert Duvall pour le rôle de Roger Chillingworth dans Les Amants du nouveau monde (The Scarlet Letter)
  - Alan Rachins dans Showgirls

## Pire second rôle féminin
- Madonna dans Groom Service (Four Rooms)
  - Amy, le Gorille qui parle dans Congo
  - Bo Derek dans Le Courage d'un con (Tommy Boy)
  - Gina Gershon dans Showgirls
  - Lin Tucci dans Showgirls

## Pire couple à l'écran
- N'importe quelle combinaison de deux personnages (ou deux parties de corps) dans Showgirls
  - Timothy Daly et Sean Young dans Dr. Jekyll et Ms. Hyde (Dr. Jekyll and Ms. Hyde)
  - William Baldwin et Cindy Crawford dans Fair Game
  - Dave Foley et Julia Sweeney dans It's Pat
  - Demi Moore, Robert Duvall et Gary Oldman dans Les Amants du nouveau monde (The Scarlet Letter)

## Pire réalisateur
- Paul Verhoeven pour Showgirls (a reçu le prix en personne)
  - Renny Harlin pour L'Île aux pirates (Cutthroat Island)
  - Roland Joffé pour Les Amants du nouveau monde (The Scarlet Letter)
  - Frank Marshall pour Congo
  - Kevin Reynolds (avec plus ou moins la non-assistance de Kevin Costner) pour Waterworld

## Pire scénario
- Showgirls, de Joe Eszterhas
  - Congo, scénario de John Patrick Shanley, d'après le roman de Michael Crichton
  - It's Pat, écrit par Jim Emerson, Stephen Hibbert et Julia Sweeney, d'après les personnages créés par Sweeney
  - Jade, de Joe Eszterhas
  - Les Amants du nouveau monde (The Scarlet Letter), scénario de Douglas Day Stewart, librement adapté du roman de Nathaniel Hawthorne

## Pire adaptation, remake ou suite
- Les Amants du nouveau monde (The Scarlet Letter)
  - Ace Ventura en Afrique (Ace Ventura: When Nature Calls)
  - Dr. Jekyll et Ms. Hyde (Dr. Jekyll and Ms. Hyde)
  - Showgirls (remake de Ève (All About Eve) et Lady Revanche)
  - Le Village des damnés (Village of the Damned)

## Pire révélation
- Elizabeth Berkley dans Showgirls
  - Amy, le Gorille qui parle dans  Congo
  - David Caruso dans Jade et Kiss of Death
  - Cindy Crawford dans Fair Game
  - Julia Sweeney dans It's Pat et Stuart sauve sa famille (Stuart Saves His Family)

## Pire chanson originale
- Walk Into The Wind (aussi connue sous le nom de Love Theme from The Rape Scene) dans Showgirls, de David A. Stewart et Terry Hall 
  - (Feel The) Spirit of Africa dans Congo, musique de Jerry Goldsmith, paroles de Lebo M
  - Hold Me, Thrill Me, Kiss Me, Kill Me dans Batman Forever (Warner Bros.), de U2, paroles de Bono